# Murray Stewart
Pour les articles homonymes, voir Stewart.
Murray Stewart, né le 2 juillet 1986 à Durban, est un kayakiste australien.
Aux Jeux olympiques d'été de 2012 à Londres, il est sacré champion olympique de kayak à quatre 1 000 m avec Dave Smith, Jacob Clear et Tate Smith.